# Acció en circulació
El concepte d’accions en circulació en finances fa referència a les accions emeses per una empresa i que es troben en mans d’inversors, és a dir, totes aquelles accions que han estat emeses i no han estat recomprades per la pròpia empresa. Aquestes accions representen la propietat fraccionada de la companyia i són la base per calcular la capitalització borsària, el benefici per acció i la participació de cada accionista.
Quan una empresa decideix recomprar accions pròpies, aquestes passen a formar part de l’autocartera o accions en reserva (anglès: "treasury stocks") i deixen d’estar en circulació. Aquestes accions en autocartera no tenen dret a vot ni a dividend i no es comptabilitzen com a accions en circulació a efectes financers o de càlcul de participació.
La recompra d’accions i la seva posterior amortització o manteniment en autocartera està regulada jurídicament i implica una reducció del nombre d’accions en circulació, augmentant així el percentatge de propietat dels accionistes restants. Aquestes operacions han de respectar la normativa vigent i solen ser aprovades per la junta general d’accionistes.
Finalment, tota empresa cotitzada té l’obligació d’informar periòdicament sobre el nombre d’accions emeses i en circulació, informació que es publica als informes financers i està disponible a la secció de relacions amb inversors dels seus llocs web. Aquesta transparència permet als inversors conèixer la situació real del capital de l’empresa i prendre decisions informades.